# هايبري وآيلينغتون (محطة مترو أنفاق لندن)
هايبري وآيلينغتون (بالإنجليزية: Highbury & Islington)‏ هي إحدى محطات مترو أنفاق لندن. تقع على خط فيكتوريا أفتتحت في المنطقة (Zone) رقم 2 أفتتحت في 28 يونيو 1904، 1 سبتمبر 1968.